# Saint Privat (band)
Saint Privat is een Oostenrijkse popgroep die in 2002 werd opgericht door zangeres Valérie Sajdik en Klaus Waldeck. De naam is gebaseerd op de Franse gemeente Saint-Privat in Frankrijk, waar Sajdik deeltijds leeft.

## Discografie
Albums
- Riviera (2004)
- Superflu (2006)

Singles
- "Tous les jours" (2004)
- "Somebody to love" (2006)